# Émile Coppieters
Émile Louis Coppieters, né le 15 décembre 1849 à Gand et y décédé le 15 septembre 1922 fut un homme politique belge socialiste.
Coppieters fut membre travaillant du Parti ouvrier belge (1894); vice-président du CA de la Banque belge du Travail (1913-22); membre du CA de l'Académie royale des beaux-arts de Gand.
Émile Coppieters appartenait pendant les années 1870 à l'aile progressive des libéraux, où il se fit remarquer par sa résistance au droit de vote pluriel généralisé. Sous influence de Édouard Anseele et la division au sein du Parti libéral, il passa en 1894 au parti socialiste.
Il fut élu conseiller communal de Gand (1895-1922) et échevin de l'État civil (1919-22), successeur de Jan Lampens ; sénateur de l'arrondissement de Liège (1908-1919), puis de Gand (1919-22).

## Généalogie
- Il est le fils de Pierre et Émilie Vanden Berghe.
- Il épouse Marie Pauline Goetgeluck.
  - Il est le père de Fritz (1897-1988).
- Il est l'oncle de Céline Dangotte